# IC 250
IC 250  ist eine Balken-Spiralgalaxie vom Hubble-Typ SBab? im Sternbild Walfisch am Südsternhimmel. Sie ist rund 464 Millionen Lichtjahre von der Milchstraße entfernt und hat einen Durchmesser von etwa 115.000 Lichtjahren. 
Entdeckt wurde das Objekt am 13. Oktober 1891 vom französischen Astronomen Stéphane Javelle.